# ベンチュラ (カリフォルニア州)
サンブエナベンチュラ（英: San Buenaventura）、通常は単にベンチュラ（英: Ventura、以下でもベンチュラと記す、ベントゥーラという表記もある）は、アメリカ合衆国カリフォルニア州の都市。ベンチュラ郡の郡庁所在地である。人口は11万0763人（2020年）。太平洋に面し国道101号線が通る。
2022年にmacOS 13の正式名称としてこの町の名前が採用された。

## 歴史
1782年にフニペロ・セラ神父がサンブエナベンチュラ伝道所を設立し、後のベンチュラ市の基礎を築いた。この伝道所は13世紀のフランシスコ会聖人で教会博士だった聖ボナヴェントゥラに因んで名付けられていた。1841年7月6日、フアン・バウティスタ・アルバラド知事がフェリペ・ロレンサーナとレイモンド・オリバスにランチョ・サンミゲルの土地を特許した。サンタクララ川岸にあったオリバスとサンミゲルのオリバス・アドベはモントレーより南では最も壮麗なアシエンダ（農場）だった。
南北戦争後、開拓者たちがこの地域にやって来てメキシコ人から土地を買うか、あるいは単純に不法定住者になった。その後鉄道業界の大立者トマス・スコットを初め東部人が広大な土地を獲得した。スコットは若い従業員の一人で北軍のために列車による物資補給にあたっていたトマス・R・バードを気に入っており、西部にあるスコットの資産を管理するためにバードを派遣した。
ベンチュラはそれほど容易に近づけるところではなかったので移民の目標にはならず、静かな田園地帯のままに留まっていた。1866年に自治体化されてからほぼ1世紀の間、州内の他地域から孤立した状態だった。
バードはベンチュラの父と見なされることが多く、その子孫はベンチュラ郡が成長するに連れて傑出した存在になっていった。1890年にバードを社長にユニオン石油会社が組織化されサンタポーラに事務所を構えた。1919年に初めて大規模なベンチュラ油田の掘削が始まり、その最盛期には日産9万バーレル (14,000 m3/日) の石油を汲み上げた。ベンチュラ市はベンチュラ川とサンタクララ川の間にあったので、土壌が肥沃で州内のどこよりも柑橘類の栽培に適していた。柑橘類農家がその生産量で世界最大となるサンキスト・グローワーズ協同組合を結成した。
ベンチュラに南から来る場合、1959年にコネホ・グレードを越える4車線の自動車専用道路（アメリカ国道101号線）が完成するまで、車による旅は時間が掛かり危険だった。このルートは1969年に拡幅改良されベンチュラ・フリーウェイと呼ばれており、ベンチュラとロサンゼルス都市圏を直接結んでいる。別にアメリカ国道101号線代替線（現在の太平洋岸ハイウェイ）がサンタモニカからオックスナードを経由して通じていたが、あまり使われなかった。
ベンチュラに北から来る場合、入り口は海浜に沿った一本道であり、駅馬車の乗客は馬が濡れた砂を行くことができる引き潮まで待つか、ベンチュラ川渓谷を遡って山越えでカシタス峠を経由しサンタバーバラに抜けるかであり、長く困難な旅だった。
ベンチュラの内陸はロスパドレス国立森林に取り囲まれており、山岳と深い渓谷がある。この経路は1930年代にマリコパ・ハイウェイが完成して通行可能になった。
この時以来ベンチュラは着実に成長を続けた。1920年の人口は4,156人だったが、1930年いは11,603人にまで増加し、1960年には16,643人、1970年には57,964人、1980年には73,774人にまで達した。その後の30年間で約107,000人にまで増加した。

## ベンチュラ市内の見どころ

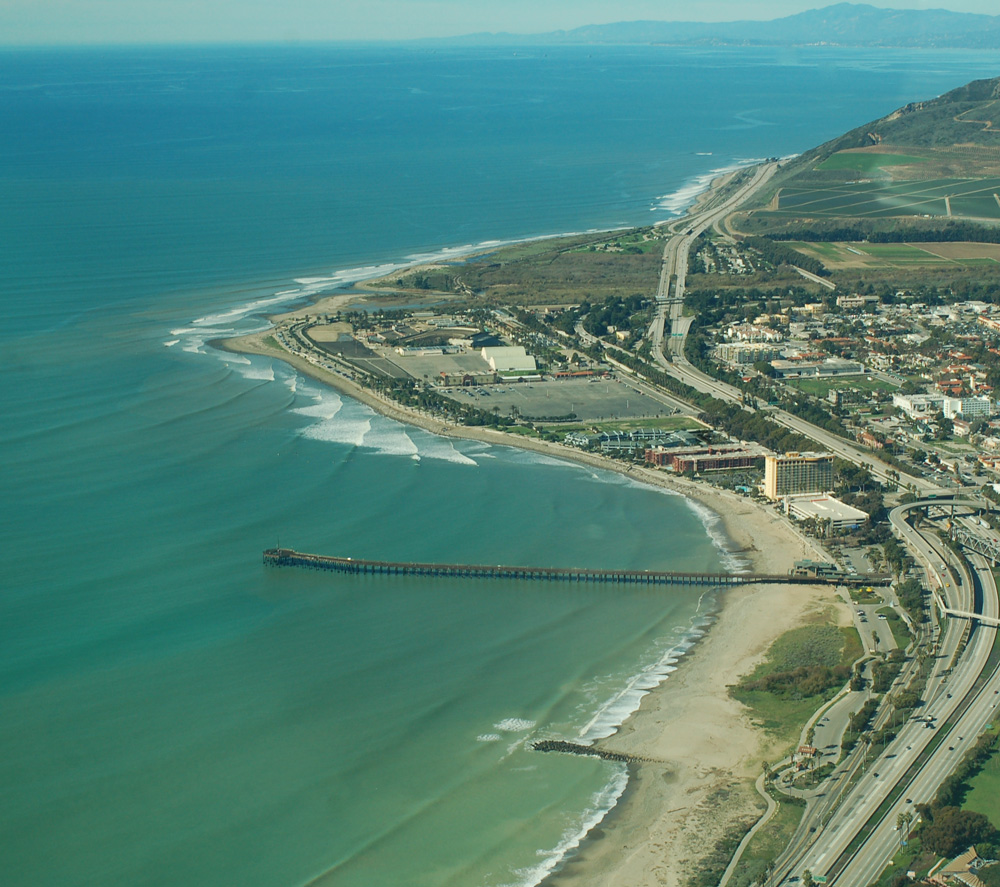
ベンチュラ市、北方を臨む

市内には南カリフォルニアでは最良のサーフィンスポットが幾つかあり、特にベンチュラ郡フェアグラウンズのサーファーズポイントが有名である。中心街にはサンブエナベンチュラ伝道所、博物館、画廊、食事所および買い物場所がある。活動的な主要地域はカリフォルニア通りとベンチュラ・アベニューからファー通りの間のメインストリートである。この中心街には歴史的なオルテガ・アドビがあり、現在ではそのチリ商品で有名になったオルテガ家の家屋だった。多くの繁盛する店が高級品店やレストランと肩を並べている。中心街にはベンチュラの華美な市役所ビルがあり、フニペロ・セラの象徴的彫像が立っている。現在は多くのレストラン、ワインバーが軒を連ね、国際的に認められたルビコン劇団がある。
広さ4,300平方フィート (400 m2) のベンチュラ観光センターがカリフォルニア通り南101にあり、ヘリテージ・バレー、チャンネル諸島国立公園、地元のアートシーンおよび地域の地図やガイドブックが展示されている。
ベンチュラで最も目立つランドマークの1つは2本の木と呼ばれる場所である。丘の上に2本の木だけが立っており、市内の大半から見ることができる。
プラザパーク（中心街のチェスナット通りとサンタクララ通り）には国内最大級のモレトンベイ・フィグの木が目立ち歴史銘板が添えられている。通り向かいにはその内壁にWPA（公共事業促進局）の壁画がある郵便局本局がある。

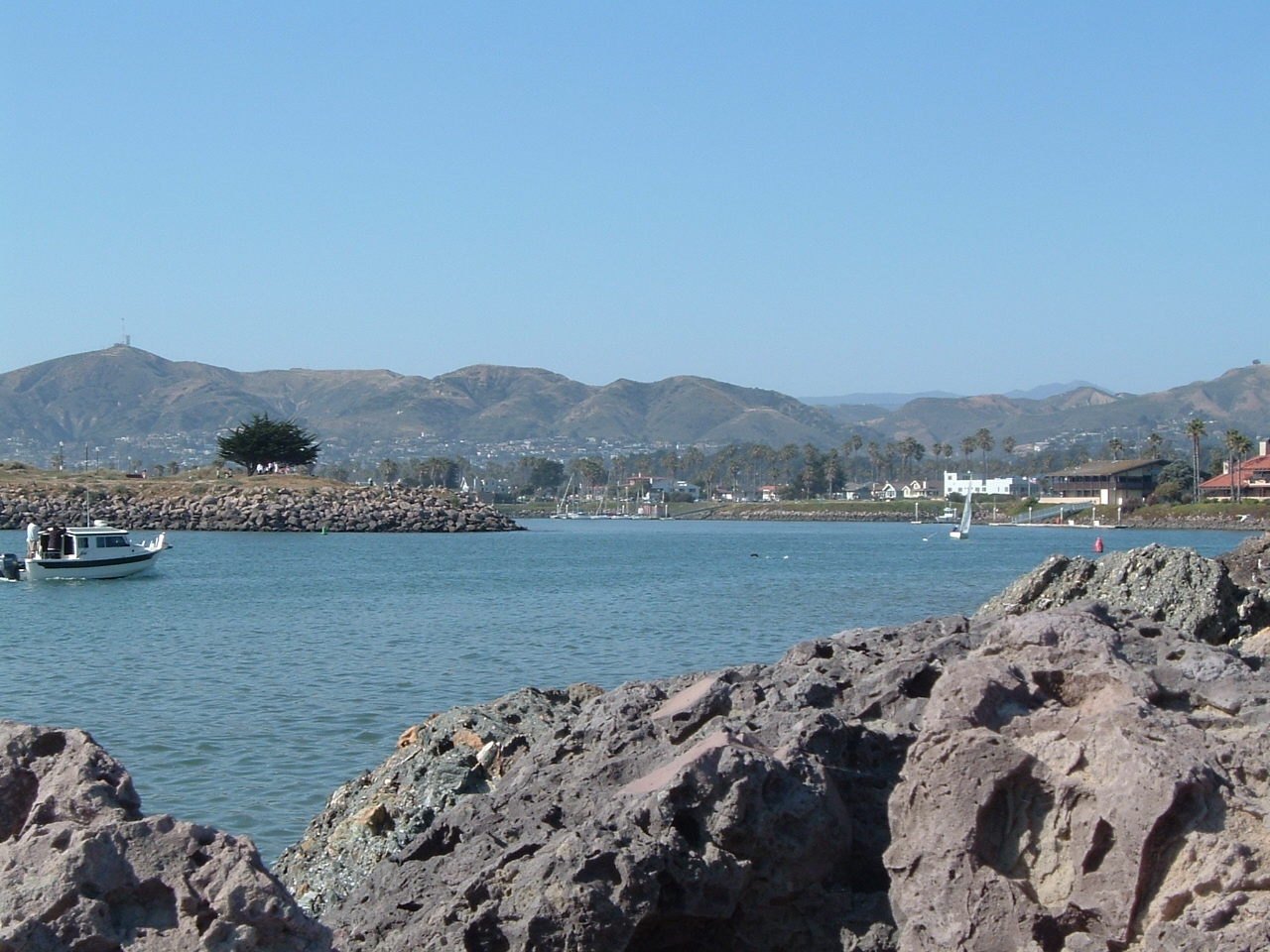
オックスナードのオックスナード平原北西縁にあるベンチュラ・ハーバーからベンチュラ市東端を臨む

ベンチュラ港は漁港であり、ベンチュラ港ビレッジにシーフードレストランやショッピング村がある。グラスタッチのような店舗やミラノズと世界的に有名なハイセスBBQのようなレストランで有名である。ベンチュラ郡生まれのブルースバンド、伝説的なブルーシチューとその後継者ベビーシッターがここを本拠地にしている。チャンネル諸島国立公園の本部も港にあり、諸島に渡る船が毎日運航されている。
ピアポントベイはベンチュラ港とサンブエナベンチュラ州立海浜の間に1マイル (1.6 km) にわたって伸びる住宅地である。元湿地が埋め立てられ、1925年には小区分に分けられていたが、経済不況、戦争および2回の海岸洪水（1937年と1962年）のあいだは緩りと散発的に開発された。いぜんは大半が賃貸用で週末のコテージと空き家がごちゃ混ぜになっていたが、カリフォルニアの不動産ブームの度に開発と革新のブームが起こり、現在のピアポントは大半がオーナーの所有する大型高級家屋と古く質素な海浜コテージとなった。計画性の無さのためにピアポントは明らかに自己同一性の危機にあり、広く様々な建築様式、シーウォード・アベニューに沿った不揃いな商業地域、市による保守の明らかな欠如のままに残され、数百万ドルの豪邸の隣でも地区の公的海浜地域に関する規制に関して紛争が続いている。紛争は将来増加する可能性があり、既に込み合っている通りに沿った高密度の開発計画とともに、州当局は過去80年間大半が自己規制だった海浜に権限を行使しようとしている。
ベンチュラ郡フェアグラウンズでは毎年ベンチュラ郡祭が開催され、長い間にジミ・ヘンドリックス、グレイトフル・デッド、スモーキー・ロビンソンおよびオール・アメリカン・リジェクツなどが公演してきた。ベンチュラ郡フェアグラウンズにあるダービークラブは衛星中継で競馬放送を流し、フルサービスのバーやレストランがある。ベンチュラ郡フェアグラウンズにはまた「アメリカで最良の小型ダートレース場」と言われるベンチュラ・レースウェイがある。さらにアムトラックのパシフィック・サーフライナーが停まる駅としても機能している。ここでは毎年バンズ・ワープト・ツアーも開催され、イエローカーズ、ペッパーおよびアヴェンジド・セヴンフォールドなどのバンドが出演してきた。
カリフォルニア初期の牧場家屋であるオリバス・アドビが現在博物館と芸能催事場として運営されている。オリバス公園ゴルフコースに隣接しており、セントラルコーストでは最も観光客の多い歴史史跡になっている。生きている歴史再現、牧場生活のデモ、および面白い幽霊の話が演じられている。昔の庭園で開催される夏の音楽連続公演会にはブルースからジャズ、カントリーに至る電子音楽の取り合わせがある。

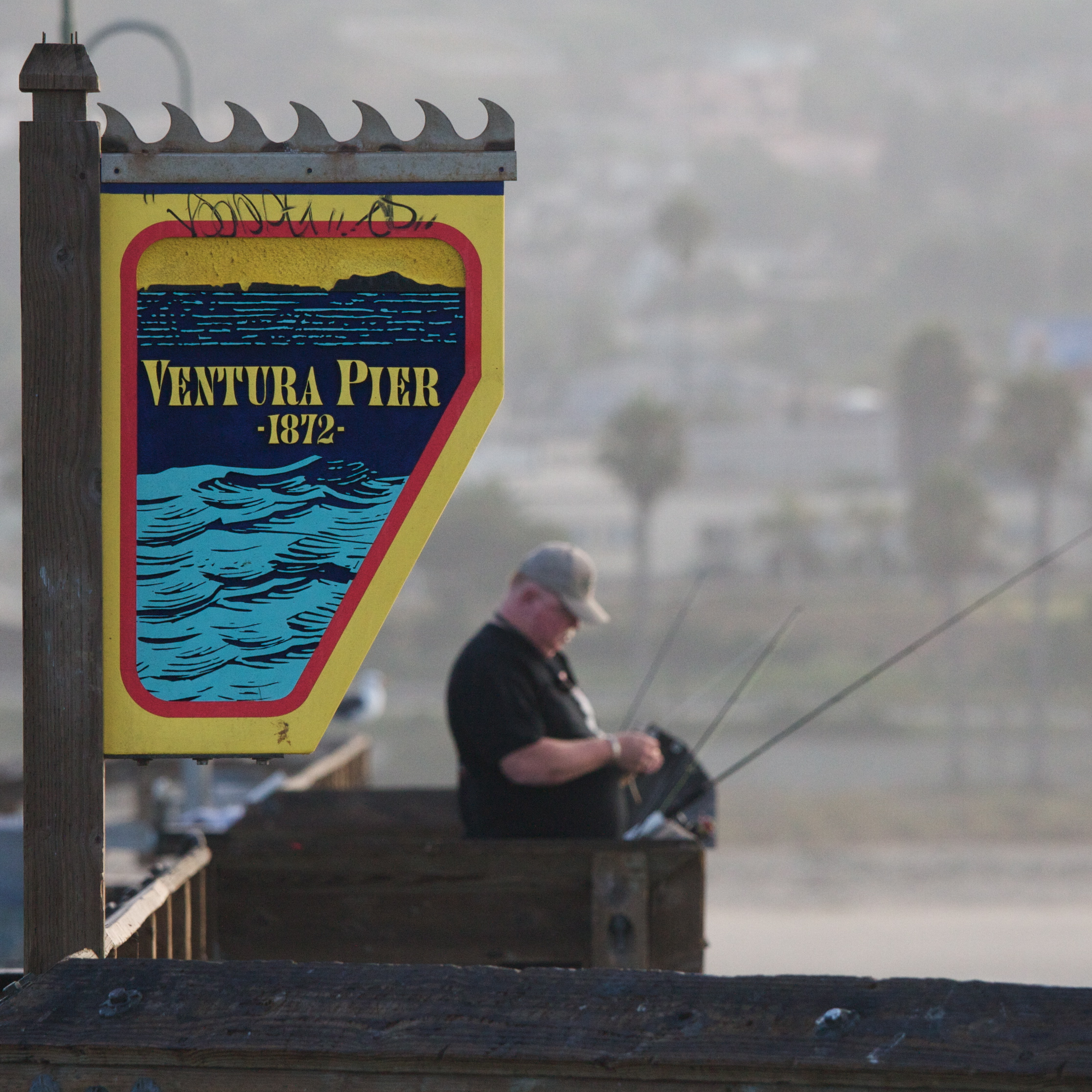
ベンチュラ桟橋早朝の釣り人

弁護士ペリーメイスンを制作したE・S・ガードナーはベンチュラ中心街で法律実務を行っており、その初期作品の大半をものした。その法律事務所があった建物はカリフォルニア通りとメインストリートに面し、歴史銘板にその名が刻まれている。
ソードフィッシュ、リトル・ミス・サンシャイン、チャイナタウン、エリン・ブロコビッチ、アビエイターおよびザ・ロックなど多くの映画が市内で撮影された。
中心街には美しい20世紀初期の建築であるマジェスティック・ベンチュラ劇場があり、市役所からは2ブロックの距離にある。コンサート会場として使われており、グレッグ・オールマン、ジョン・プライン、ドアーズ、ディーヴォ、ヴァン・ヘイレン、X、パラモア、シー・ウォンツ・リベンジ、ペニーワイズ、レッド・ホット・チリ・ペッパーズ、ラム・オブ・ゴッド、ソーシャル・ディストーション、バッド・レリジョン、スライス、アヴェンジド・セヴンフォールド、Fugazi、インキュバス、トム・ペティ、アメリカ、ゼイ・マイト・ビー・ジャイアンツおよびモデスト・マウスなどのバンド、アーティストが公演し、アーミー・オブ・フィッシャーマン、ビグバンド・ブードゥー・ダディ、グレゴリー・ヒルマン、ブルース・キンメル、シム・カム・クィックなど成功した地元アーティストも演奏した。
屋外着制作者のパタゴニア本社が中心街にある。メインストリートにはコラゾン・オーガニックスという有機衣料小売店があった。またエコ・デザイナーのスチュワート＋ブラウンが太平洋から数ブロックにその工場を持っている。上品なおしめ袋制作者ペチュニア・ピックル・ボトムは中心街近くに本社を持っている。

## 地理

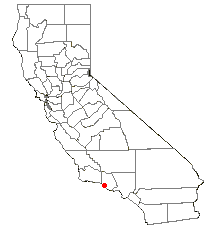
カリフォルニア州内の位置

サウザンドオークスは北緯34度16分30秒 西経119度13分40秒 / 北緯34.27500度 西経119.22778度に位置する。アメリカ合衆国国勢調査局に拠れば、市域全面積は32.7平方マイル (84.6 km2)であり、このうち陸地は21.1平方マイル (54.6 km2)、水域は11.6平方マイル (30.0 km2)、水域率は35.49％である。
ベンチュラ川が西の市境であり、サンタクララ川が南境界である。南に隣接するオックスナードの方が大きな都市である。

## 気候
| サウザンドオークスの気候      | サウザンドオークスの気候 | サウザンドオークスの気候 | サウザンドオークスの気候 | サウザンドオークスの気候 | サウザンドオークスの気候 | サウザンドオークスの気候 | サウザンドオークスの気候 | サウザンドオークスの気候 | サウザンドオークスの気候 | サウザンドオークスの気候 | サウザンドオークスの気候 | サウザンドオークスの気候 | サウザンドオークスの気候 |
| 月                            | 1月                      | 2月                      | 3月                      | 4月                      | 5月                      | 6月                      | 7月                      | 8月                      | 9月                      | 10月                     | 11月                     | 12月                     | 年                       |
| ----------------------------- | ------------------------ | ------------------------ | ------------------------ | ------------------------ | ------------------------ | ------------------------ | ------------------------ | ------------------------ | ------------------------ | ------------------------ | ------------------------ | ------------------------ | ------------------------ |
| 最高気温記録 °C （°F）        | 31 (88)                  | 33 (91)                  | 34 (94)                  | 38 (100)                 | 37 (98)                  | 39 (102)                 | 34 (94)                  | 36 (97)                  | 39 (103)                 | 39 (103)                 | 37 (98)                  | 36 (96)                  | 39 (103)                 |
| 平均最高気温 °C （°F）        | 19 (66)                  | 19 (66)                  | 18 (65)                  | 20 (68)                  | 20 (68)                  | 21 (70)                  | 23 (73)                  | 23 (74)                  | 23 (74)                  | 23 (73)                  | 21 (70)                  | 19 (66)                  | 21 (69)                  |
| 平均最低気温 °C （°F）        | 7 (45)                   | 8 (47)                   | 9 (48)                   | 10 (50)                  | 12 (53)                  | 13 (56)                  | 15 (59)                  | 16 (60)                  | 15 (59)                  | 13 (55)                  | 9 (49)                   | 7 (45)                   | 9 (48)                   |
| 最低気温記録 °C （°F）        | −2 (29)                  | −2 (28)                  | −1 (31)                  | 2 (35)                   | 4 (39)                   | 6 (42)                   | 7 (44)                   | 8 (46)                   | 6 (42)                   | 3 (37)                   | 1 (33)                   | −2 (29)                  | −2 (28)                  |
| 降水量 mm （inch）            | 86.6 (3.41)              | 99.1 (3.90)              | 77.2 (3.04)              | 18.3 (0.72)              | 5.3 (0.21)               | 1.3 (0.05)               | 0.5 (0.02)               | 1.8 (0.07)               | 9.1 (0.36)               | 6.6 (0.26)               | 34.8 (1.37)              | 53.6 (2.11)              | 396.7 (15.62)            |
| 出典：Weather.com August 2010 |                          |                          |                          |                          |                          |                          |                          |                          |                          |                          |                          |                          |                          |

## 人口動態

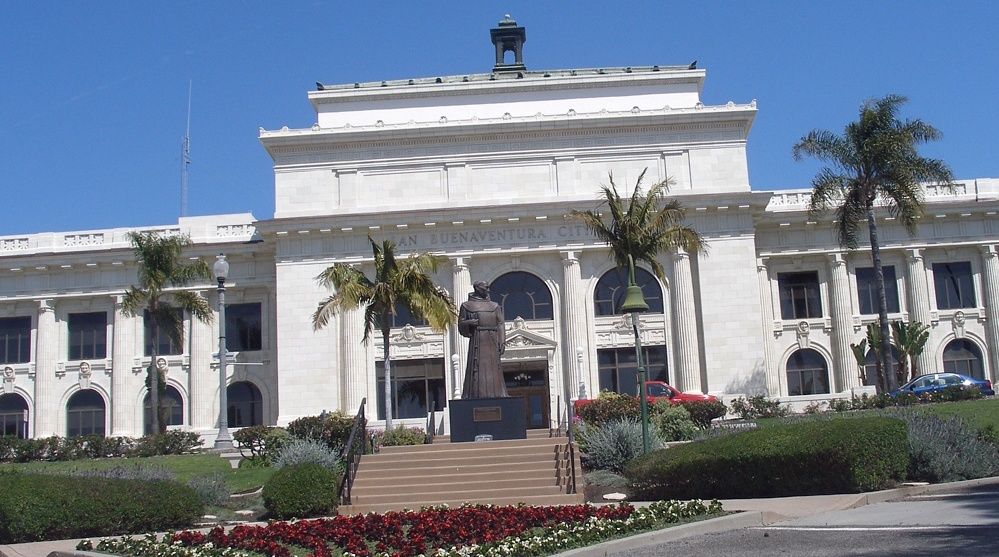
ベンチュラ市役所

以下は2000年国勢調査による人口統計データである。
| 基礎データ - 人口: 100,916人 - 世帯数: 38,524世帯 - 家族数: 25,233家族 - 人口密度: 1849.3人/km2（4,790.6人/mi2） - 住居数: 39,803軒 - 住居密度: 729.4軒/km2（1,889.5軒/mi2） 人種別人口構成 - 白人: 78.79% - アフリカン・アメリカン: 1.41% - ネイティブ・アメリカン: 1.16% - アジア人: 3.00% - 太平洋諸島系: 0.17% - その他の人種: 11.14% - 混血: 4.32% - ヒスパニック・ラテン系: 30.35% 年齢別人口構成 - 18歳未満: 25.0% - 18-24歳: 7.8% - 25-44歳: 31.5% - 45-64歳: 22.8% - 65歳以上: 12.8% - 年齢の中央値: 37歳 - 性比（女性100人あたり男性の人口） - 総人口: 96.9 - 18歳以上: 93.8 | 世帯と家族（対世帯数） - 18歳未満の子供がいる: 32.1% - 結婚・同居している夫婦: 49.2% - 未婚・離婚・死別女性が世帯主: 11.7% - 非家族世帯: 34.5% - 単身世帯: 26.5% - 65歳以上の老人1人暮らし: 9.7% - 平均構成人数 - 世帯: 2.56人 - 家族: 3.12人 収入と家計 - 収入の中央値 - 世帯: 52,297米ドル - 家族: 60,466米ドル - 性別 - 男性: 43,828米ドル - 女性: 31,793米ドル - 人口1人あたり収入: 25,065米ドル - 貧困線以下 - 対人口: 9.0% - 対家族数: 6.4% - 18歳未満: 12.2% - 65歳以上: 5.3% |

## 教育
市内にはブルックス写真大学、ベンチュラ法科カレッジ、およびベンチュラ・カレッジの3つのキャンパスがある。ベンチュラ・カレッジはベンチュラ郡コミュニティ・カレッジ地区に属するコミュニティ・カレッジである。ベンチュラ法科カレッジは1969年に設立された非営利法科学校である。
幼稚園から12年生までの公共教育はベンチュラ統合教育学区が管轄している。この地区には普通科高校2校がある。地区内の生徒は技術と医療の職業技術に特化したマグネット・スクールであるフットヒル技術高校にも入学できる。あるいはベンチュラ・カレッジのキャンパス内にある独立学習校のエルカミノ高校も選択できる。私立学校はカトリック教会系のセントボナヴェントゥラ高校など3校がある。

## 経済
ベンチュラ市の包括的年間財務報告書2008年版によれば、市内の大きな雇用主トップ6は以下の通りである。
| 順位 | 雇用主                 | 従業員数 |
| ---- | ---------------------- | -------- |
| 1    | ベンチュラ郡           | 8,121    |
| 2    | ベンチュラ郡医療機関   | 2,430    |
| 3    | ベンチュラ統合教育学区 | 2,197    |
| 4    | コミュニティ記念病院   | 2,000    |
| 5    | ベンチュラ・カレッジ   | 1,974    |
| 6    | サンブエナベンチュラ市 | 1,047    |

## 図書館
公共図書館: ベンチュラ郡図書館 - 市内には3支所がある。
- E・P・フォスター図書館、メインストリート
- アベニュー図書館、ジ・アベニュー
- サティコイ図書館、未編入のサティコイに所在

学術図書館: ベンチュラ・カレッジ
その他: ベンチュラ郡法律図書館

## ショッピングセンター
| - ボーチャード・ショッピングセンター - フィゲロラ・ストリート・モール・ショッピングセンター - ゲイトウェイ・ビレッジ・ショッピングセンター - マリーナ・ビレッジ・ショッピングセンター |  | - パシフィック・ビュー・モール・ショッピングセンター - プラザ・ショッピングセンター - ビクトリア・プラザ・ショッピングセンター - ベンチュラ・ハーバー・ビレッジ・ショッピングセンター - ベンチュラ・ハーバー・ショッピングセンター |